# Закиров, Рустамжан Нематжанович
Рустамжан Нематжанович Закиров (19 декабря 1989 — 15 апреля 2020, Бишкек) — киргизский футболист, защитник и полузащитник. Выступал за сборную Кыргызстана.

## Биография

### Клубная карьера
На взрослом уровне дебютировал в 2004 году в составе молодёжной сборной Кыргызстана, игравшей тогда в высшей лиге на правах клуба. В 2006 году играл в высшей лиге за команду «Мурас-Спорт» (Бишкек), также составленную из молодых игроков. В конце 2006 года вместе с товарищем по молодёжной сборной Кыргызстана Ильдаром Амировым был на просмотре в казанском «Рубине».
С 2007 года выступал за «Абдыш-Ату», в её составе — неоднократный серебряный и бронзовый призёр чемпионата Кыргызстана, трёхкратный (2007, 2009, 2011) обладатель Кубка Кыргызстана.
Летом 2012 года перешел в «Алгу», с которой в том же сезоне стал серебряным призёром чемпионата страны, а в 2014 году — бронзовым. В середине 2010-х годов завершил игровую карьеру.

### Карьера в сборной
В национальной сборной Кыргызстана дебютировал в рамках турнира Кубок Алма-ТВ 7 марта 2007 года в матче против Казахстана. Всего в 2007—2009 годах провёл 7 матчей за сборную. В 2010 году был в составе национальной команды на Кубке вызова АФК, но не выходил на поле.
В составе олимпийской сборной Кыргызстана принимал участие в Азиатских играх 2010 года, сыграл 2 матча.

### Карьера тренера
По состоянию на 2018 год работал детским тренером в команде «Илбирс» с командой 2005 года рождения. Под его руководством команда заняла вторые места в первенствах Кыргызстана и г. Бишкека 2018 года в своём возрасте.

## Личная жизнь
Отец — известный киргизский футболист и тренер Нематжан Закиров. Во многих командах, в том числе в «Абдыш-Ате», «Алге» и национальной сборной Рустам играл под руководством отца.
Скончался 15 апреля 2020 года в 32-летнем возрасте в больнице после неудачной операции.